# Кульчицький Михайло Валентинович
Миха́йло Валенти́нович Кульчи́цький (* 22 серпня 1919, Харків — † 19 січня 1943, Трембачеве) — український російськомовний поет.

## Життєпис
Походить з родини колишнього кавалерійського ротмістра царської армії, адвоката і літератора, автора книги «Поради молодому офіцеру» Кульчицького Валентина Михайловича. Закінчив десятирічку, працював теслярем, згодом креслярем на Харківському тракторному заводі. Ходив у гурток поетів при Харківському будинку піонерів, де познайомився з Борисом Слуцьким.
Проучився рік у Харківському університеті, переведений на другий курс Літературного інституту ім. Горького, по класу Іллі Сельвінського — поїхав на запрошення товариша Бориса Слуцького, тоді ж давав уроки в одній з московських шкіл.
Перший його вірш було опубліковано 1935 року в журналі «Піонер». У Москві входив до літературного «Гуртка друзів», також там були Павло Коган, Микола Майоров, Сергій Наровчатов, Давид Самойлов.
З перших днів Другої світової війни в лавах Радянської армії — у московському винищувальному батальйоні; у жовтні батальйон розпустили, повернувся до навчання. З четвертого курсу виїхав до фронтової газети.
У грудні 1942 року закінчив кулеметно-мінометне училище і в званні молодшого лейтенанта відбув на фронт.
19 січня 1943 року командир мінометного взводу молодший лейтенант Кульчицький загинув у часі Сталінградської битви — у бою під селом Трембачеве Новопсковського району.
Його ім'я вибите в Пантеоні слави Волгограда на Мамаєвому кургані.
Сучасники вважали Кульчицького наступником Маяковського. Вірші, створені ним в армії, не збереглися.
1989 року на будинку, де він жив, встановлена пропам'ятна дошка. 1999 року дошка була знищена вандалами; оновлену дошку врочисто відкривав поет Євген Євтушенко.